# Suspension (chimie)
Pour les articles homonymes, voir Suspension.

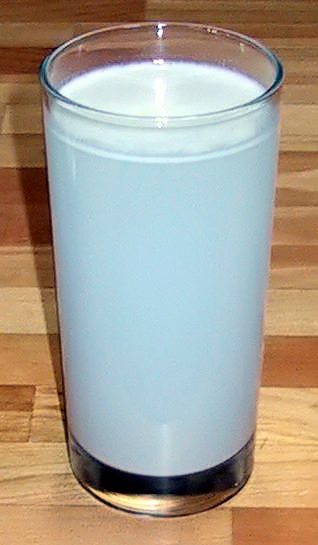
De la farine suspendue dans de l'eau

En chimie, l'Union internationale de chimie pure et appliquée définit une suspension comme une dispersion d'un solide dans un liquide (suspension liquide) ou d'un solide dans un solide (dispersion solide). Certaines de ces suspensions peuvent être des dispersions colloïdales, un "colloïde", ou "système colloïdal" correspondant comme un état de subdivision particulier de la matière, avec des molécules ou des particules faites de plusieurs molécules dispersées dans un milieu dont au moins une dimension, dans une direction donnée, est entre un nanomètre (milliardième de mètre) ou un micromètre (millionième de mètre) ; sont également considérés comme colloïdaux des systèmes qui comportent des discontinuités de cet ordre de grandeur. 
Il existe 24 suspensions "simples" (de Classe 1), et 362 suspensions de Classe 2.[Lesquelles ?]
Les suspensions sont courantes en sciences de la Terre, avec notamment les sédiments charriés par les rivières, et qui sédimentent à des vitesses qui dépendent de leur taille (la sédimentation des particules dans un liquide dépend du carré du rayon des particules). On distinguera bien les suspensions des solutions, pour lesquelles la sédimentation n'a pas lieu, en raison de l'agitation thermique des molécules du liquide. 

## Quelques exemples
- La crème glacée est une suspension de cristaux de glace microscopique dans de la crème
- La boue ou eau boueuse, est une suspension de particules de terre, d'argile, ou de vase dans l'eau.
- La peinture est une suspension de pigments dans l'eau.
- Le sang est une suspension de cellules (principalement des globules rouges) dans le plasma.